# Kryptographisches Schlüsselverwaltungssystem
Ein kryptographisches Schlüsselverwaltungssystem, oder englisch Cryptographic Key Management System (CKMS), besteht aus Prozeduren, Diensten und Geräten, welche dazu dienen kryptographische Schlüssel zu erstellen, verwalten, verteilen und zu beschützen.
Das CKMS umfasst dabei alle Bestandteile des Systems, welche digitale Schlüssel unverschlüsselt verarbeiten. Systeme, welche nur öffentliche Schlüssel verwenden oder Datenträger und Netzwerke, welche die Schlüssel in verschlüsselter Form speichern oder übermitteln, werden nicht zum CKMS gezählt.